# Megachile lefroma
Megachile lefroma là một loài Hymenoptera trong họ Megachilidae. Loài này được Cameron mô tả khoa học năm 1907.